# Lycorea halia
Espèce
Lycorea halia est une espèce d'insectes lépidoptères (papillons) de la famille des Nymphalidae, de la sous-famille des Danainae et du genre Lycorea. C'est l'espèce type pour le genre.

## Dénomination
Lycorea halia a été décrit par Jacob Hübner en 1816 sous le nom initial de Eueides halia .

### Synonymie
- Eueides halia protonyme
- Lycorea ceres [2]
- Lycorea cleobaea [3]

### Nom vernaculaire
Lycorea halia se nomme Tropical Milkweed Butterfly  ou Tiger-mimic Queen en anglais,.

## Taxinomie
Sous-espèces
- Lycorea halia halia ; présent au Surinam
- Lycorea halia atergatis (Doubleday, 1847) ; présent au Mexique, au Venezuela et en Colombie.
- Lycorea halia cinnamomea (Weymer, 1883) ; présent au Brésil.
- Lycorea halia cleobaea (Godart, 1819) ; présent aux Antilles.
- Lycorea halia demeter (C. & R. Felder, 1865) ; présent à Cuba
- Lycorea halia discreta (Haensch, 1909) ; présent au Brésil.
- Lycorea halia fasciata (Haensch, 1909) ; présent en Équateur
- Lycorea halia pales (C. & R. Felder, 1862) ; présent au Brésil et  au Pérou.
- Lycorea halia transiens (Riley, 1919) ; présent au Brésil.
- Lycorea halia ssp. ; présent au Pérou.
- Lycorea halia ssp. ; présent à Trinité-et-Tobago[1].

Lycorea halia halia
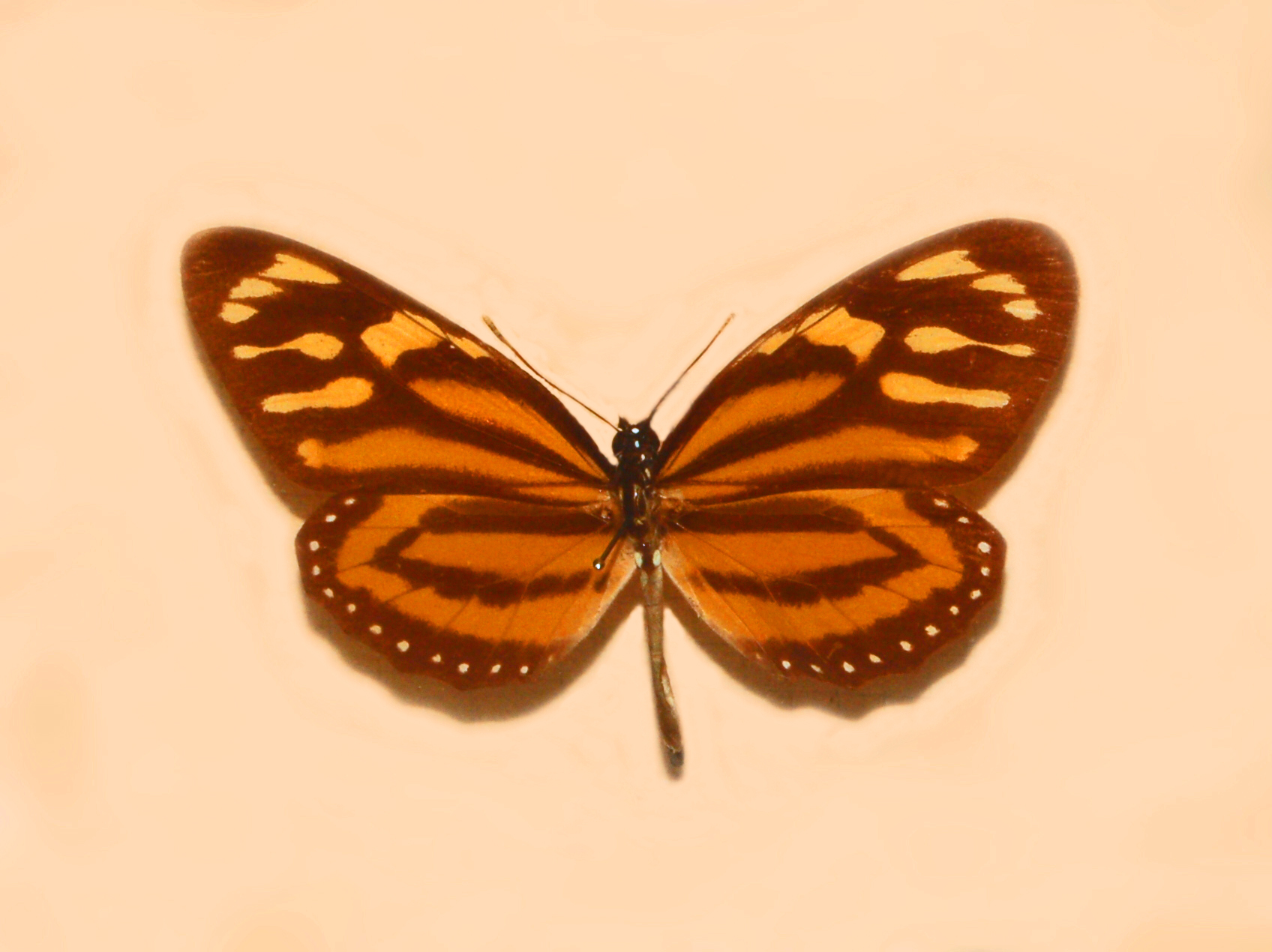
Lycorea halia atergalis
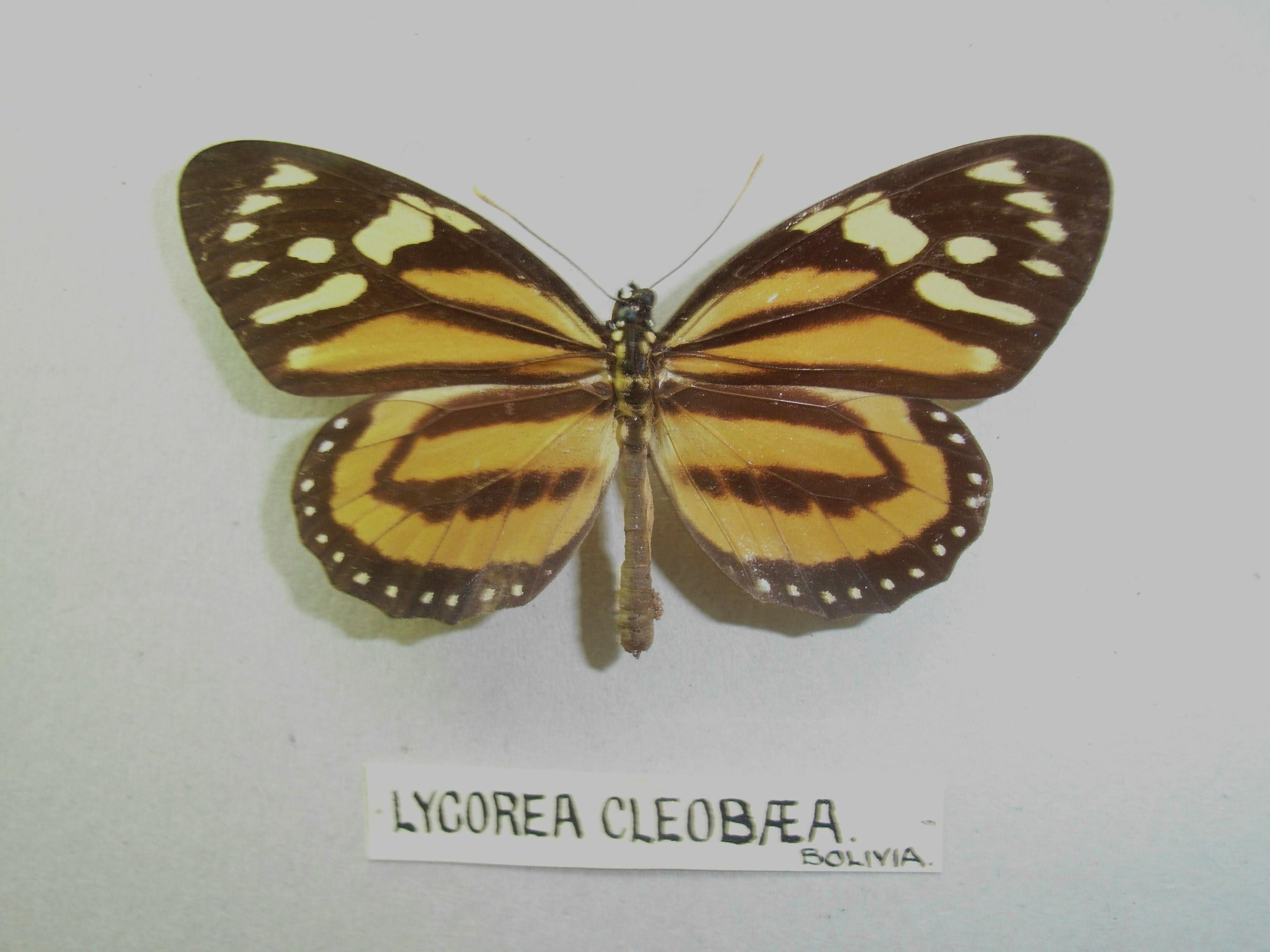
Lycorea halia cleobaea

## Description
Lycorea halia est un grand papillon d'une envergure de 78 mm à 108 mm, aux ailes antérieures à bord interne concave,. Les ailes antérieures sont marron avec deux bandes orange allant de la base au milieu du bord costal pour l'une, de la base à l'angle externe pour l'autre. Des taches jaune pâle ornent la partie marron. Les ailes postérieures sont orange avec une bordure marron à ligne submarginale de points blancs et bande marron
en boucle.
Le revers présente la même ornementation, avec des variations minimes.

## Biologie
Il vole toute l'année en zone tropicale, uniquement en avril, juillet et octobre au Texas. 

### Plante hôte
Les plantes hôtes de sa chenille sont en particulier des Jacaratia, Asclepias curassavica et Carica papayades pour Lycorea halia halia et Lycorea halia atergatis et des Ficus dont Ficus mexicana pour Lycorea halia demeter.

## Écologie et distribution
Lycorea halia est présent dans le sud du Texas et de la Floride, au Mexique, à Cuba, aux Antilles, au Venezuela, au Guatemala, en Colombie, en Équateur, au Brésil, au Pérou, au Surinam, en Guyana et en Guyane,,.

### Protection
Pas de statut de protection particulier.

## Philatélie
Ce papillon figure sur une émission de Cuba de 1965 (valeur faciale : 3 c.).